# Ortucchio
Ortucchio là một đô thị thuộc tỉnh L'Aquila trong vùng Abruzzo của Ý. Ý. Đô thị này có diện tích 35 km², dân số 1977 người. Các đô thị giáp ranh gồm: Collelongo, Gioia dei Marsi, Lecce nei Marsi, Pescina, Trasacco